# Херена
Херена (ісп. Gerena) — муніципалітет в Іспанії, у складі автономної спільноти Андалусія, у провінції Севілья. Населення — 6812 осіб (2010).
Муніципалітет розташований на відстані близько 390 км на південний захід від Мадрида, 19 км на північний захід від Севільї.

## Демографія
Динаміка населення (INE ):